# Simon Rattle

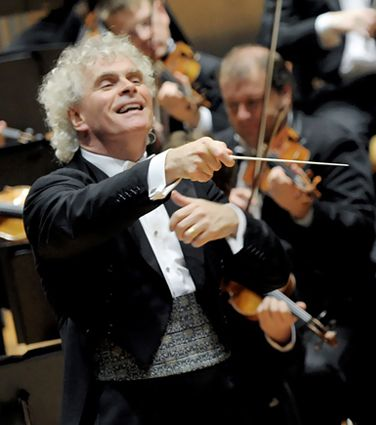
Simon Rattle à frente da Filarmônica de Berlim (2006).

Simon Denis Rattle, CBE (Liverpool, 19 de janeiro de 1955), é um maestro inglês. Rattle ficou famoso como regente da Orquestra Sinfônica da Cidade de Birmingham, e pela sua longa passagem como regente titular da Filarmônica de Berlim. 
Desde setembro de 2023 é diretor artístico e regente titular da  Orquestra Sinfônica da Rádio Bávara.

## Vida
Rattle nasceu em Liverpool, tendo estudado no Liverpool College. Aprendeu a tocar piano e violino, mas começou sua carreira nas orquestras como percussionista. Ingressou na Royal Academy of Music, em Londres, no ano de 1971. Lá era freqüentemente designado para reger, e em 1974, ano de sua graduação, ele ganhou a Competição de Regência John Payer. Após de organizar e reger uma impressionante versão da Segunda Sinfonia de Mahler enquanto esteve na Royal Academy, seu talento chamou atenção do agente musical Martin Campell-White (fonte: ), sendo seu agente desde então.

## Carreira no Reino Unido
Em 1974, Rattle tornou-se regente assistente da Orquestra Sinfônica de Bournemouth, assumindo o mesmo cargo na Royal Liverpool Philharmonic Orchestra em 1977. Entretanto, foi durante o seu período com a Orquestra Sinfônica da Cidade de Birmingham, entre 1980 e 1998, que ele começou a chamar a atenção da crítica e do público. Tornou famoso não somente ele, mas também a orquestra, que veio a ser uma das mais proeminentes do Reino Unido. No momento em que ele entregou seu cargo na Sinfônica de Birmingham, Rattle já era um dos maestros mais reconhecidos de todos e a orquestra era uma das melhores do mundo.
A BBC encarregou o diretor Jaine Green de acompanhá-lo no seu último ano com a Sinfônica de Birmingham para fazer Simon Rattle - Moving On.

## Filarmônica de Berlim
Em 1999, Rattle foi indicado para suceder Claudio Abbado nos postos de diretor artístico e regente titular da Orquestra Filarmônica de Berlim, cargos esses muitas vezes considerados como os mais prestigiosos do mundo no que diz respeito à regência. A indicação, decidida por votação entre os membros da orquestra, foi, de certa forma, controversa, já que muitos membros dessa orquestra marcada por sua postura conservadora preferiam que o argentino Daniel Barenboim assumisse o posto. Todavia, Rattle conseguiu o posto, e como estratégia para conquistar aqueles que se opuseram à sua indicação, recusou-se em assinar o contrato até se certificar de que todos os membros da filarmônica recebiam um salário justo.
Antes de partir para a Alemanha e na sua chegada, Rattle, numa atitude polêmica, atacou a atitude britânica com relação à cultura em geral. Criticou os artistas do movimento Britart, juntamente com a falta de incentivos estatais para a cultura no Reino Unido. Em resposta, foi criticado por sua falta de entendimento de arte conceitual e visual.
Desde sua indicação, Rattle reorganizou a Filarmônica de Berlim em uma fundação, a Stiftung Berliner Philharmoniker, fazendo com que suas atividades estejam mais sob controle dos seus membros do que de políticos. Seu primeiro concerto como diretor e regente titular da orquestra ocorreu no dia 7 de setembro de 2002, apresentando Asyla, de Thomas Adès, e a Quinta Sinfonia, de Gustav Mahler. Tal concerto recebeu avaliações da crítica de todo o mundo, tendo sido gravado em CD e DVD pela EMI.

## Música
Rattle já regeu uma grande variedade de estilos musicais. Já apresentou performances com instrumentos de época (instrumentos musicais do período em que a música executada fora composta), embora ele seja mais conhecido por suas interpretações da música de compositores do início do século XX, tendo feito uma gravação da Segunda Sinfonia de Mahler que ganhou inúmeros prêmios na época em que fora lançada e que tem sido considerada a sua melhor gravação.